# Černýite
La černýite è un minerale analogo strutturale della stannite dove il ferro è sostituito dal cadmio. Deve il suo nome in onore del mineralogista Petr Černý per i suoi studi sulle pegmatiti nelle quali il minerale è stato scoperto (nato nel 1934 a Brno) professore emerito presso l'università di Manitoba, Canada.
È stato trovato in due luoghi: la miniera di Tanco presso il lago Bernick, Manitoba, e nella miniera di Hugo presso Keystone, nel Dakota del Sud.

## Morfologia
Si presenta in masse irregolari di dimensioni variabili da microscopiche a una decina di cm concresciute con la kësterite con microgranuli di sola černýite non più grandi di 200 µm. Non sono state trovate forme cristalline.

## Origine e giacitura
Presente in complessi pegmatitici all'interno di rare associazioni di minerali dello zolfo, sembra sia associata ad ambienti poveri di zolfo. È concresciuta con la kesterite, si associa inoltre alla stannite e ad altri minerali dello zolfo.